# Leif Wikström
Leif Wikström, född 18 augusti 1918 i Ljung, död 27 januari 1991 i Lysekil, var en svensk seglare.
Han seglade för Göteborgs KSS. Han blev olympisk guldmedaljör i klassen Drakbåt med båten Slaghöken II vid olympiska sommarspelen i Melbourne 1956.